# Жатоба (Пернамбуку)
Жатоба (порт. Jatobá)  —  муниципалитет в Бразилии, входит в штат Пернамбуку. Составная часть мезорегиона Сан-Франсиску-Пернамбукану. Входит в экономико-статистический  микрорегион Итапарика.

## География
Климат местности: полупустыня.